# Драгомир Мънзов
Драгомир „Блондо“ Мънзов е български музикант, китарист на група Хазарт.

## Биография
Започва да учи акустична китара при Симеон Симов 1986 г. Електрическа китара при Николай Андонов и Валери Градинарски от 1988 г.
През 1998 г. завършва Национална музикална академия „Проф. Панчо Владигеров“ с китара – джазов отдел в класа на доц. Александър Пумпалов.
През 1989 г. се включва като соло-китарист в младежката банда „Дракстер“. Участват в концерти и младежки фестивали. През 1991 г. свири за кратко в траш метъл групата „Диктатор“, но скоро тя се разпада. От 1991 г. до 1997 г. е соло-китарист и композитор в група „Конкурент“. Участва в записите на албума „Нещо влажно“. Автор е на музиката към песента „Дай ми време“ от този албум. Съпорт на „Уайтснейк“ в Зимния дворец през 1997 г.
През 1998 г. издава китарен инструментален албум под името „Забранен“. Освен това свири и в групата БГ рок.
От 1999 г. до 2004 г. китарист и композитор в група „Хазарт“, където певец на групата е Борис Солтарийски
На пазара излиза албум под името „Хазарт 1“. В този албум Драгомир е автор на песни като „Тясно“, „Докога“, „Повярвай ми“.
От 2005 г. до 2012 г. китарист на групата „Обратен ефект“.